# Plaus
Plaus (Latinh: Palus) là một đô thị ở tỉnh Bolzano-Bozen trong vùng Trentino-Alto Adige/Südtirol của Ý, có vị trí cách khoảng 70 km về phía bắc của thành phố Trento và khoảng 30 km về phía tây bắc của thành phố Bolzano. Tại thời điểm ngày 31 tháng 12 năm 2004, đô thị này có dân số 596 người và diện tích là 4 km².
Plaus giáp các đô thị: Algund, Naturns và Partschins.